# Calyptomerus capensis
Calyptomerus capensis is een keversoort uit de familie oprolkogeltjes (Clambidae). De wetenschappelijke naam van de soort werd in 1892 gepubliceerd door Louis Albert Péringuey.